# Новосёлки (Поречский сельсовет, Дятловский район)
Новосёлки (бел. Навасёлкі) — деревня в Поречском сельсовете Дятловского района Гродненской области Белоруссии. По переписи населения 2009 года в Новосёлках проживало 22 человека. Площадь сельского населённого пункта составляет 41,97 га, протяжённость границ — 6,65 км.

## Этимология
Название деревни имеет смысловое значение — новое поселение.

## География
Новосёлки расположены в 31 км к юго-западу от Дятлово, 154 км от Гродно, 42 км от железнодорожной станции Новоельня.

## История
Согласно переписи населения Российской империи 1897 года Новосёлки — деревня в Пацевской волости Слонимского уезда Гродненской губернии (16 домов, 88 жителей). В 1905 году в Новосёлках проживало 120 человек.
В 1921—1939 годах Новосёлки находились в составе межвоенной Польской Республики. В 1923 году в Новосёлках насчитывалось 38 домохозяйств, проживало 238 человек. Деревня относилась к сельской гмине Пацевщина Слонимского повята Новогрудского воеводства. В сентябре 1939 года Новосёлки вошли в состав БССР.
В 1996 году Новосёлки входили в состав Рудояворского сельсовета и колхоза «Победа». В деревне насчитывалось 25 домохозяйств, проживало 58 человек.
28 августа 2013 года деревня была передана из упразднённого Рудояворского в Поречский сельсовет.